# Piotr Dmochowski (ur. 1942)
Piotr Jarosław Dmochowski (ur. 27 czerwca 1942 w Warszawie) – polsko-francuski prawnik, marszand, kolekcjoner sztuki, popularyzator twórczości Zdzisława Beksińskiego.

## Życiorys
Piotr Dmochowski w 1960 zdał maturę. Rozpoczął studia prawnicze na Uniwersytecie Łódzkim, po czym przeniósł się na Uniwersytet Warszawski. W 1964, po IV roku, wyemigrował do Francji. Ukończył studia w Instytucie Nauk Politycznych w Paryżu oraz na wydziale prawa Uniwersytetu Paryskiego. Pracował jako adwokat przy Sądzie Apelacyjnym w Paryżu oraz docent (maître de conférences) prawa międzynarodowego na Université de Paris X.
W 1976 po raz pierwszy zetknął się z twórczością Zdzisława Beksińskiego w łódzkiej galerii BWA. W 1983 nawiązał kontakt z artystą i wraz z żoną zaczął upowszechniać jego sztukę. W 1984 zawarli umowę „na wyłączność”, na podstawie której Beksiński miał przez 30 lat dostarczać Dmochowskiemu przynajmniej 12 obrazów rocznie, za które przysługiwał mu ryczałt w wysokości 12 tys. dolarów; nadwyżka zysków była dzielona po połowie. Dmochowski z kolei zobowiązany był przede wszystkim do opieki i transportu dzieł oraz popularyzowania artysty za granicą.
Dmochowscy, promując Beksińskiego, między innymi opublikowali dwa monograficzne albumy jego prac, wyprodukowali prezentowany na Festiwalu Filmowym w Cannes w 1986 krótkometrażowy film „W hołdzie Beksińskiemu”, zorganizowali szereg wystaw jego prac w Polsce i innych państwach, stworzyli wirtualne muzeum Beksińskiego oraz obszerne, dostępne on-line archiwum internetowe. W latach 1990–1996 w Paryżu na ulicy Quincampoix prowadzili autorską galerię „Galerie DMOCHOWSKI, musée-galerie de BEKSINSKI”. Ze względu na brak zainteresowania francuskich instytucji, Dmochowscy większość przedsięwzięć finansowali z własnych środków. W efekcie tym czasie dwukrotnie (1985, 1990) niemal zbankrutowali ze względu na przedłużający się brak osób chcących kupić obrazy Beksińskiego. W 1990 od finansowej klęski uratował ich zakup obrazów Beksińskiego za milion dolarów przez grupę przypadkowych Japończyków.
W 1995 artysta zerwał umowę z Dmochowskimi ze względu na zmianę kursu dolara wobec złotówki (ze 150 zł na 4 zł) po wprowadzeniu w Polsce gospodarki rynkowej. W ramach rekompensaty Beksiński zobowiązany był do wydania Dmochowskim 25 obrazów (według innego źródła – 50). W 1996 ich relacje dodatkowo pogorszyło wydanie przez Dmochowskiego książki „Zmagania o Beksińskiego”. Publikacja opisująca próby spopularyzowania sztuki Beksińskiego we Francji zawierała obszerne fragmenty listów Beksińskiego oraz krytyczne opinie Dmochowskiego na temat jego rodziny. Zofia Beksińska (żona Zdzisława) wymogła na mężu, że nie odezwie się do Dmochowskiego, dopóki ona żyje. Po jej śmierci w 1999 Beksiński zaproponował Dmochowskiemu „wypalenie fajki pokoju”. Następnie do śmierci malarza w 2005 ponownie prowadzili ożywioną korespondencję, a Dmochowscy kupowali obrazy Beksińskiego.
W późniejszych latach Dmochowski dalej aktywnie promował twórczość Beksińskiego. Ze zbiorów Dmochowskich od 2016 w Nowohuckim Centrum Kultury w Krakowie wystawianych jest permanentnie łącznie 250 dzieł artysty (w tym 50 obrazów), zaś od 2021 w Muzeum Archidiecezji Warszawskiej 25 obrazów.
Postać Piotra Dmochowskiego została sportretowana przez Andrzeja Chyrę w filmie Jana P. Matuszyńskiego „Ostatnia rodzina” z 2016.

## Życie prywatne
Syn profesora biochemii Antoniego Dmochowskiego (1896–1983) oraz pisarki Teresy Dmochowskiej (1902–1977). Żonaty z modelką Anną Dmochowską (ur. 1952).

## Odznaczenia i wyróżnienia
- Medal „Merentibus” przyznany przez prezydenta Częstochowy (2015)[20]
- Odznaka honorowa „Zasłużony dla Kultury Polskiej” przyznany przez ministra kultury i dziedzictwa narodowego (2017)[21]
- Odznaka „Honoris Gratia” przyznany przez prezydenta Krakowa (2021)[22]

## Galeria

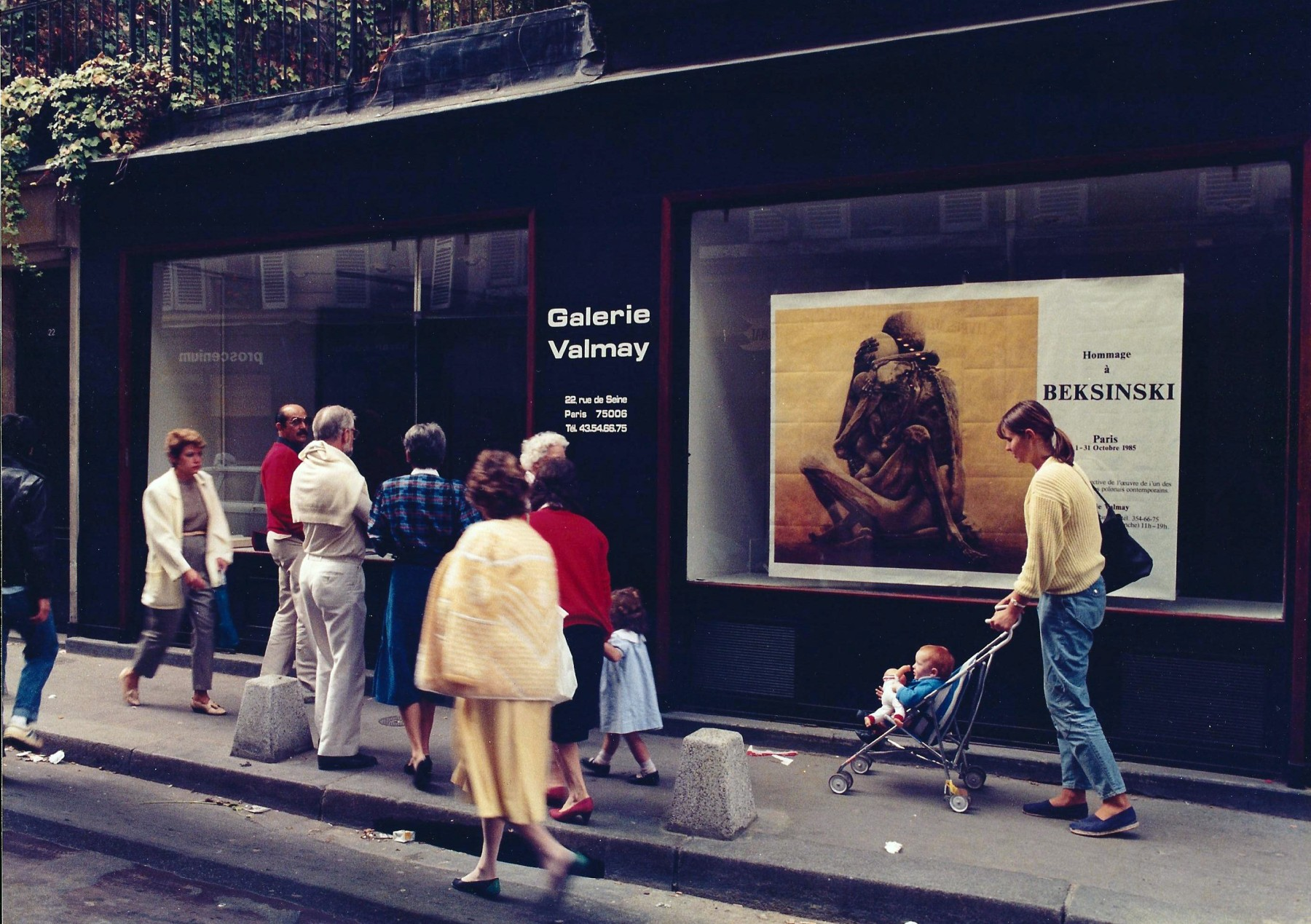
Wernisaż wystawy w Paryżu (1985)
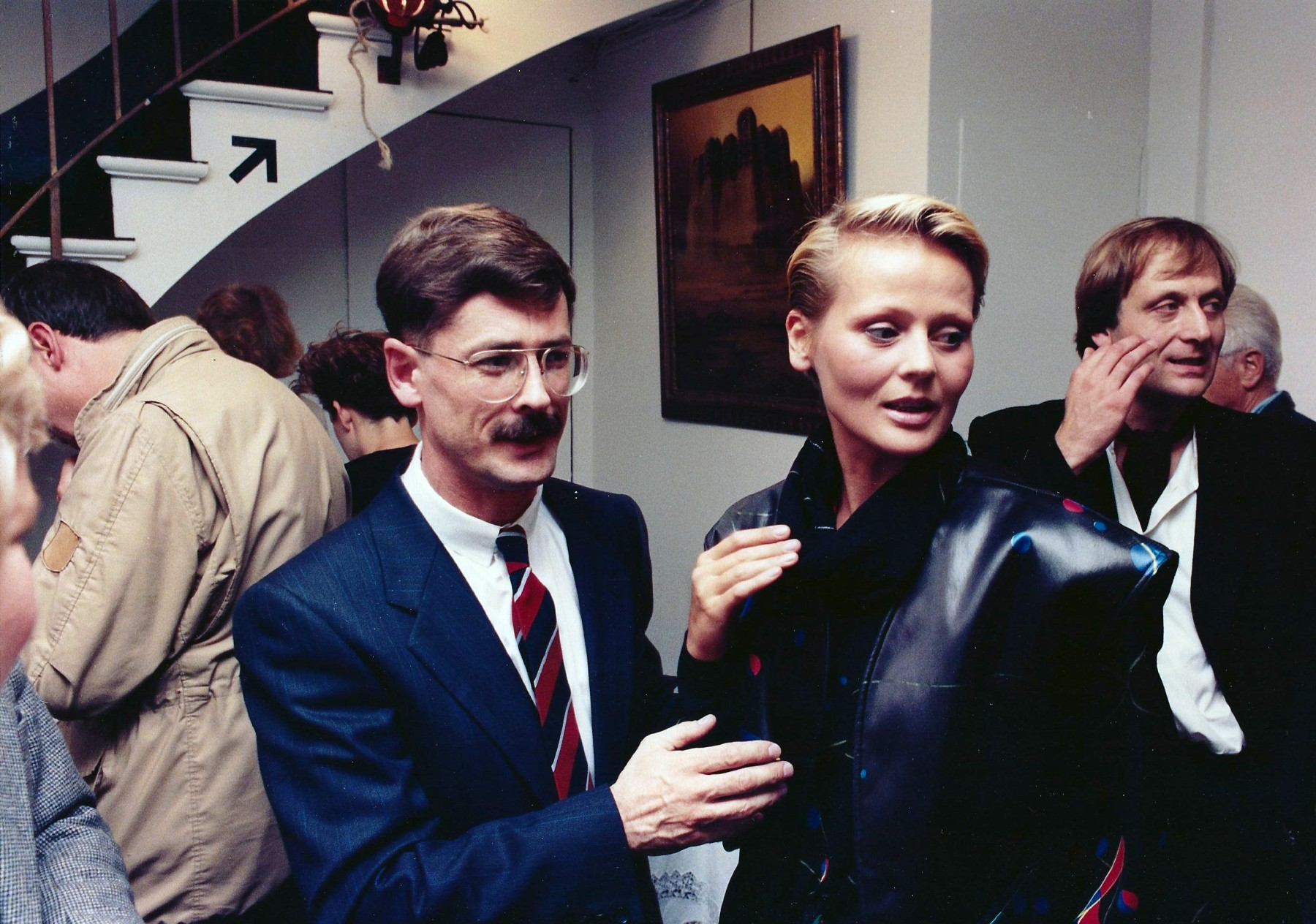
Wernisaż wystawy w Paryżu (1985)
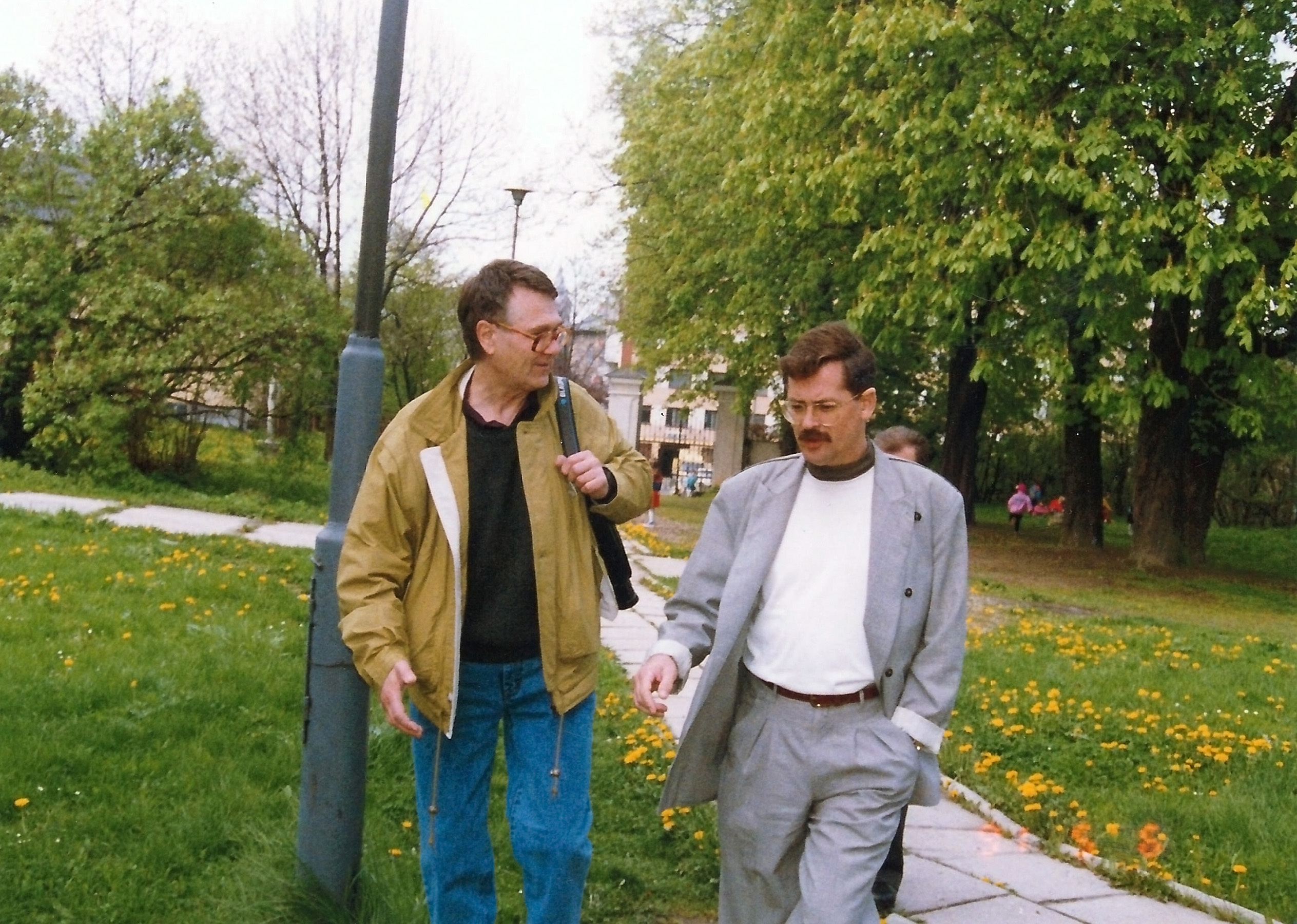
Zdzisław Beksiński i Piotr Dmochowski (1991)
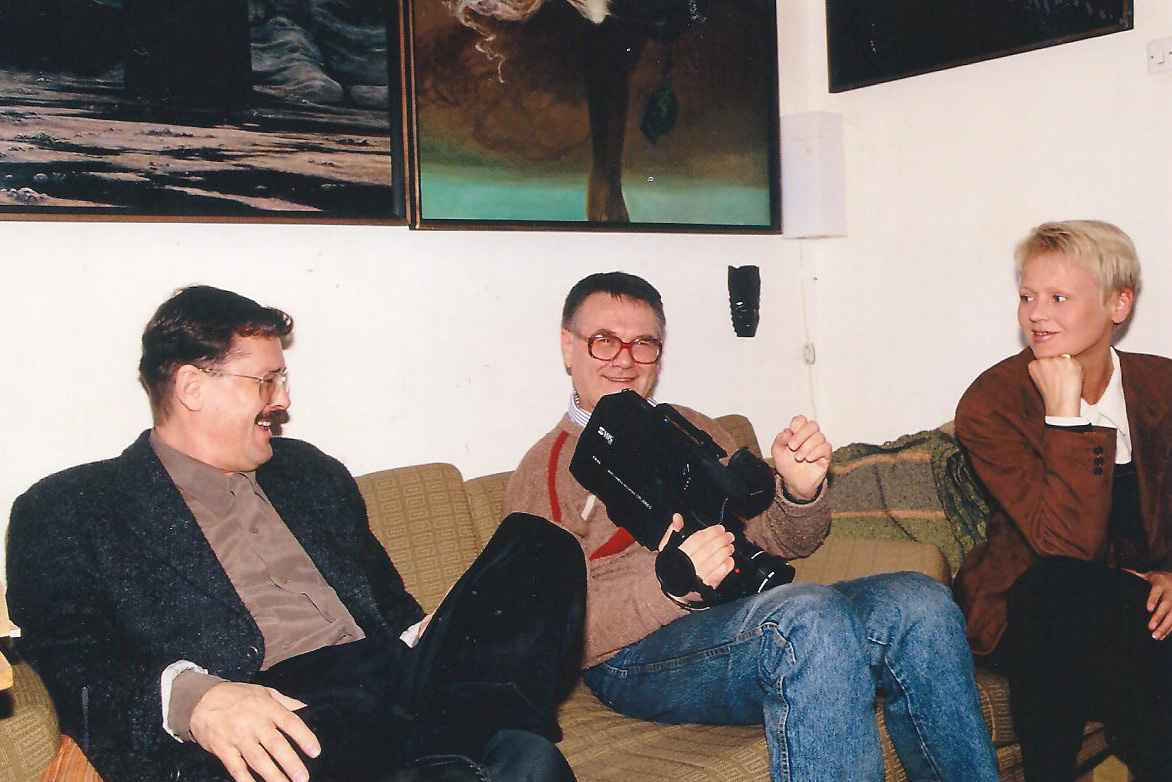
Piotr i Anna Dmochowscy oraz Zdzisław Beksiński
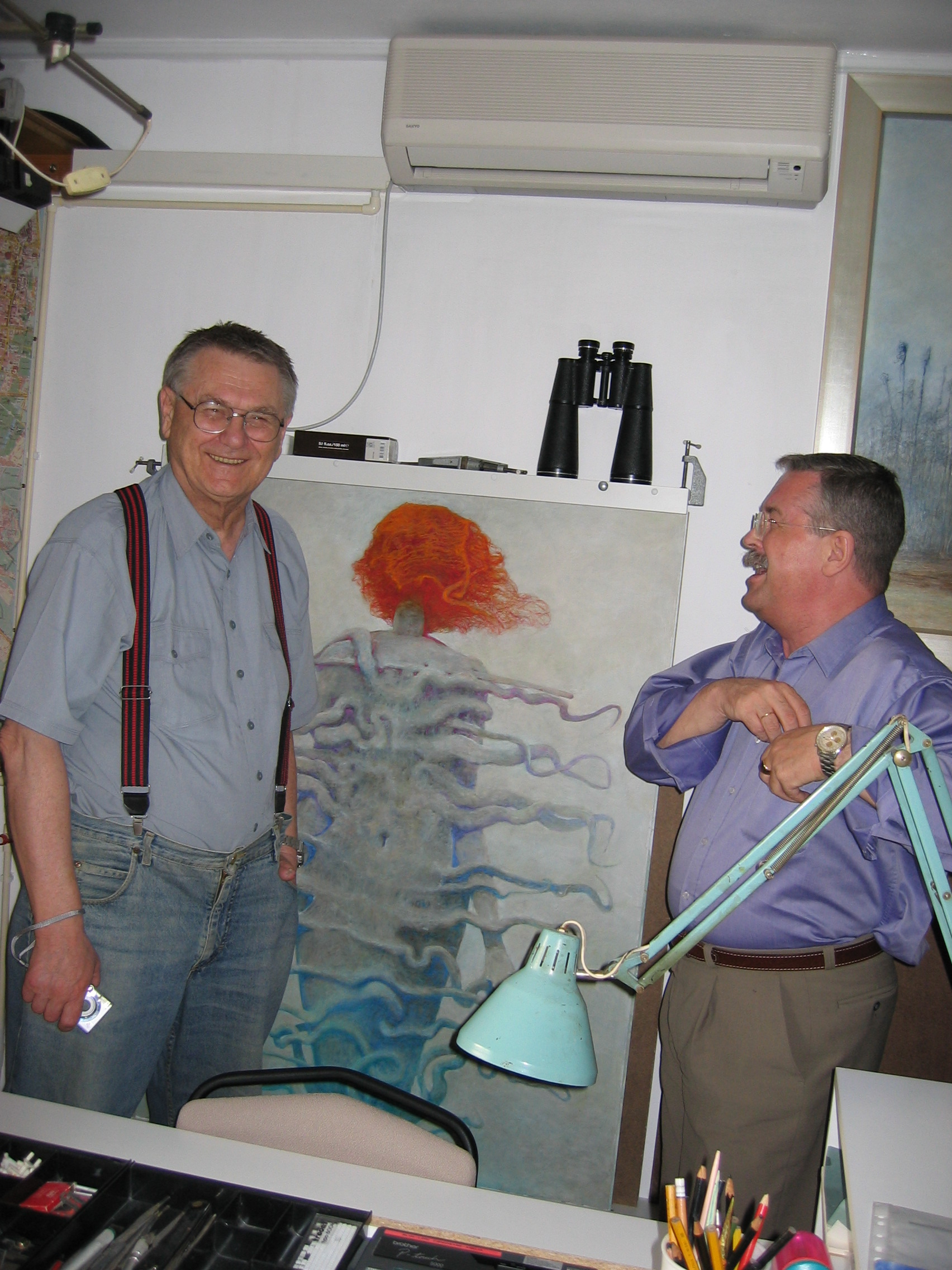
Zdzisław Beksiński i Piotr Dmochowski (2003)
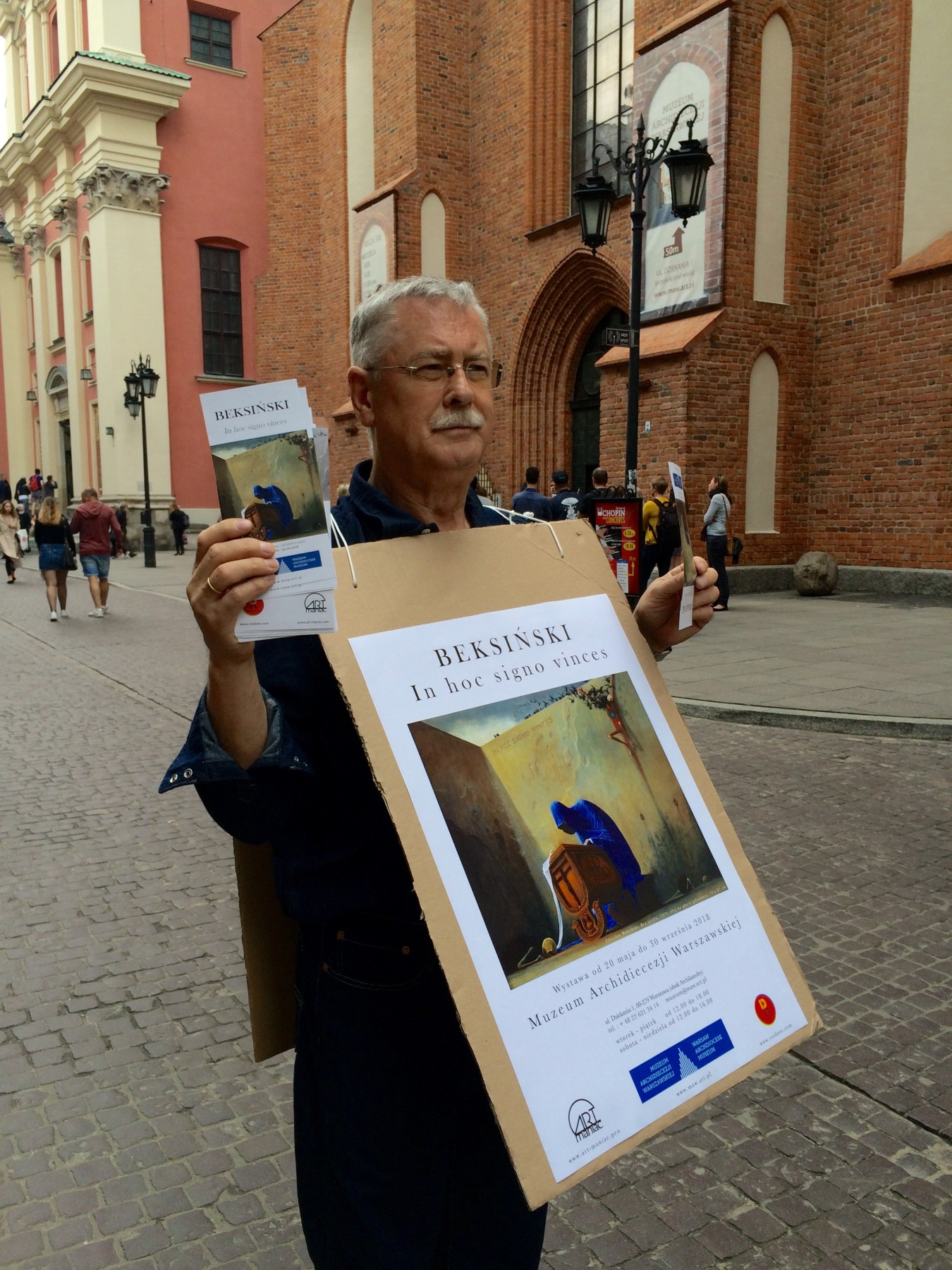
Piotr Dmochowski (2018)
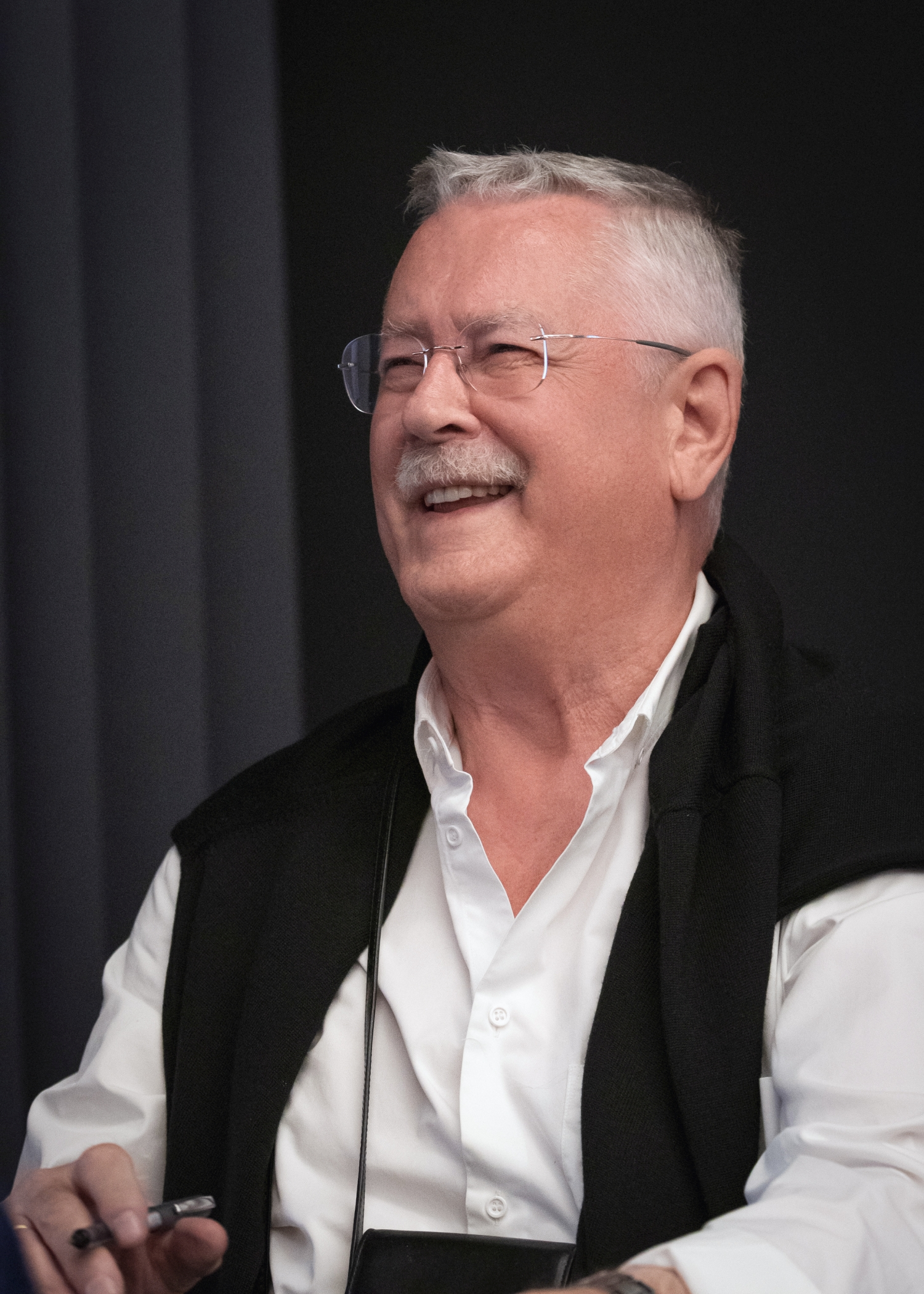
Piotr Dmochowski (2022)

## Publikacje książkowe
- Piotr Dmochowski (red.), Beksinski, Anna et Piotr Dmochowski, 1988–1989, OCLC 749364385 (ang. • fr.). Brak numerów stron w książce
- Piotr Dmochowski, Beksinski: peintures, Visions, Paris: Ramsay, 1991, ISBN 978-2-85956-968-6 (fr.). Brak numerów stron w książce
- Piotr Dmochowski, Zmagania o Beksińskiego, Warszawa: nakł. autora, 1996, ISBN 978-83-905379-0-0. Brak numerów stron w książce
- Piotr Dmochowski, "Soft law" internationale. T. 1, Force contraignante du "Negocium", Warszawa: APD, 2001, ISBN 978-83-905379-3-1 (fr.). Brak numerów stron w książce
- Piotr Dmochowski, "Soft law" internationale. T. 2, Validite juridique et "autorite" politique de l'"instrumentum", Paris: APD, 2001, ISBN 978-83-905379-3-1, OCLC ocm51074856 (fr.). Brak numerów stron w książce
- Piotr Dmochowski, Visions des tenebres : 50 obrazów z kolekcji Anny i Piotra Dmochowskich, Dmochowski Gallery, 2004, ISBN 83-905379-4-X. Brak numerów stron w książce
- Piotr Dmochowski, Zdzisław Beksiński, Beksiński – Dmochowski: listy 1999–2003, Warszawa: Mawit Druk, 2017, ISBN 978-83-61443-17-9. Brak numerów stron w książce